# Entoloma prunicolor
Entoloma prunicolor är en svampart som tillhör divisionen basidiesvampar, och som beskrevs av L. Örstadius och A. Ryberg. Entoloma prunicolor ingår i släktet Entoloma, och familjen Entolomataceae. Arten är reproducerande i Sverige.